# The Marvellous Land of Snergs
The Marvellous Land of Snergs is een fantasy voor kinderen, geschreven door Edward Wyke-Smith en gepubliceerd in 1927. Het werd geïllustreerd door cartoonist George Morrow van het tijdschrift Punch. Het is bekend als bron van inspiratie voor Tolkiens boek De Hobbit.

## Beknopte samenvatting
The Marvellous Land of Snergs is gesitueerd op een fictief eiland ergens op Aarde, maar moeilijk bereikbaar. Op het eiland is een kolonie van kinderen (gered van verwaarlozing door de geduchte mevrouw Watkyns), de bemanning van de Vliegende Hollander en de Snergs, een volk van kleine, stevig gebouwde, behulpzame lieden. Helaas wonen Golithos, een niet-zo-vriendelijke reus en Moeder Meldrum, een gemene heks, ook op het eiland. Als Sylvia en Joe vluchten om een groot avontuur te gaan beleven, moet er gevreesd worden voor hun leven als ze in de handen van deze twee gemene personen vallen. Gorbo de Snerg en Baldry de koningsnar schieten redzaam te hulp.

## Snergs en Hobbits
Het is van J.R.R. Tolkien, auteur van De Hobbit en The Lord of the Rings, bekend dat hij The Marvellous Land of Snergs aan zijn kinderen heeft voorgelezen. Hij zei: "I should like to record my own love and my children's love of E.A. Wyke-Smith's Marvellous Land of Snergs, at any rate of the snerg-element of that tale, and of Gorbo the gem of dunderheads, jewel of a companion in an escapade."

De overeenkomsten tussen de Snergs en de Hobbits hebben geleid tot speculaties dat het boek een grote bron van inspiratie was.
Er zijn grote gelijkenissen in hun fysiologische omschrijvingen, hun voorliefde voor gemeenschapsfeesten en hun benamingen, in het bijzonder Gorbo en Bilbo. In alle boeken zijn er tevens reizen door gevaarlijke bossen en ondergrondse grotten.